# Mordellistena caudatissima
Mordellistena caudatissima es una especie de coleóptero de la familia Mordellidae.

## Distribución geográfica
Habita en África.